# Райбергер, Антон
Антон Карл Райбергер (нем. Anton Carl Reyberger; 21 января 1757, Гёллерсдорф, Нижняя Австрия — 3 октября 1818, Вена) — австрийский богослов.
Сын мельника. Учился в школе иезуитов, но после того, как в 1773 г. орден был запрещён в Австрийской империи, поступил в школу при Мелькском аббатстве, в 1781 г. вступил в орден бенедиктинцев и был рукоположён в священники. Преподавал в школе при аббатстве классические языки, в 1786 г. назначен профессором пастырского богословия в Пештском университете. Затем в 1788—1810 гг. заведовал кафедрой нравственного богословия в Венском университете, в 1800—1801 гг. декан теологического отделения, в 1810—1811 гг. ректор университета. В 1810 г. назначен аббатом Мелькского аббатства и занимал эту должность до конца жизни.
В 1794 году напечатал первый том «Систематического наставления по христианской морали или нравственной теологии» (нем. Systematische Anleitung zur christlichen Sittenlehre oder Moraltheologie), вместо второго тома в 1805—1808 гг. опубликовал на латыни трёхтомные «Основания христианской морали, то есть нравственной теологии» (лат. Institutiones Ethicae christianae seu Theologia moralis; 3-е издание 1819, польский перевод Я. Ходани 1822). Оставил также неопубликованные воспоминания.